# Iles (ort)
Iles är en ort i Colombia.   Den ligger i departementet Nariño, i den sydvästra delen av landet, 600 km sydväst om huvudstaden Bogotá. Iles ligger 2 913 meter över havet och antalet invånare är 1 879.
Terrängen runt Iles är kuperad åt sydväst, men åt nordost är den bergig. Terrängen runt Iles sluttar österut. Runt Iles är det ganska glesbefolkat, med 43 invånare per kvadratkilometer. Närmaste större samhälle är Túquerres, 16,2 km nordväst om Iles. Omgivningarna runt Iles är en mosaik av jordbruksmark och naturlig växtlighet.